# Luma ornatalis
Luma ornatalis là một loài bướm đêm trong họ Crambidae.